# 阿諾 (台灣藝人)
阿諾（1984年11月18日—），本名涂珊，是臺灣節目主持人、電視劇及MV女演員、廣告模特兒。曾擔任美食節目《食尚玩家－就要醬玩》主持人。2015年與男友訂婚 ，同年底因不明原因分手。後復合，2017年在美國登記結婚。2022年4月27日，透過經紀人證實已結束婚姻。

## 主持

### 節目
| 年份          | 播出頻道     | 節目                           | 備註                             |
| 2007年        | 三立都會台   | 《國光幫幫忙》                 | 節目助理                         |
| 2007年        | 衛視中文台   | 《爆桿賓果王》                 | 節目助理                         |
| 2012年6月7日  | TVBS歡樂台   | 首次參與《食尚玩家－就要醬玩》 | 與郭彥均、郭彥甫、林可彤共同主持 |
| 2013年        | TVBS歡樂台   | 《食尚玩家－就要醬玩》         | 與阿龐和林彥君共同主持           |
| 2014年3月20日 | TVBS歡樂台   | 《食尚玩家－就要醬玩》         | 與哈孝遠和林彥君共同主持         |
| 2017年7月14日 | 中國電視公司 | 《Kuso Fun! Fun! Fun!》        | 第四季主持人                     |
| 2018年11月4日 | 高點電視台   | 《台灣百味》                   | 與雪寶                           |

## 演出作品

### 電視劇
| 年份 | 播出頻道 | 名稱               | 飾演                 |
| 2006 | 三立     | 《愛情經紀約》     | 臨時演員             |
| 2011 | 台視     | 《姊妹》           | 秘書小喬             |
| 2011 | 華視     | 《莒光園地》       | 學生珊珊             |
| 2012 | 中視     | 《粉愛粉愛你》     | 小三                 |
| 2012 | 台視     | 《女人花》         | 皇后貼身丫環「吟兒」 |
| 2012 | 台視     | 《東門四少》       | 主持人               |
| 2015 | 公視     | 《人生浣腸》       | 天天                 |
| 2016 | 中視     | 《多桑の純萃年代》 | 葉心菲               |

### 電影長片
| 年份 | 名稱   | 飾演 |
| 2014 | 大宅們 | 霏霏 |

### 短片/電視電影
| 年份 | 名稱         | 飾演   | 備註                                 |
| 2010 | 你在這裡幹嘛 | Angela |                                      |
| 2010 | 幸福計畫     | 老婆   | 聖誕企劃：《真實的幸福》網路徵文活動 |
| 2010 | 另一半       | 女朋友 | 禮坊愛情旅行箱                       |
| 2012 | 天作之合     | 陳小涵 | 聯合報                               |

### 音樂錄影帶
| 年份 | 歌手   | 曲名       |
| 2006 | 林憶蓮 | 南方的風   |
| 2010 | 陳威全 | 坐在月亮裡 |
| 2011 | 許富凱 | 愛見好就收 |
| 2012 | 王琦   | 不囉唆     |
| 2012 | 許富凱 | 阿母的青春 |

### 廣告
- 2006年[11]
  - 燦坤 「電器醫院篇」
  - 觀月清酒

- 2008年[12]
  - 亞培葡勝納 「爸你忘了早餐」
  - 肯德基 紐奧良雞腿堡
  - 中華電信 htc MSN篇
  - 肯德基 鮭魚堡
  - 康師傅 果汁

- 2009年[13]
  - kkbox 「做朋友篇」
  - 中華電信 手機電視「停車場篇」
  - 舒跑 Vitamin C100 「隔離篇」
  - 《雪碧》 周杰倫代言

- 2010年[14]
  - 禮坊訂婚禮盒 「另一半」
  - 香港迪士尼「雪亮聖誕」
  - 必勝客 「花火篇」
  - 金牌台灣啤酒 「評審篇」
  - 神腦 中華電信NOKIA C6 C5 「等人篇」
  - 麥當勞 「勁辣雞腿堡」
  - Nokia X3-02  五月天代言

- 2011年[15]
  - 花旗銀行超級紅利卡
  - 太平保險
  - 正官庄 韓妍美學「水漾篇」

- 2012年[16]
  - 金牌 台灣啤酒 蔡依林「快遞篇」

- 2013年[17]
  - 可樂果「陽光咖哩」
  - 新北市跨區服務宣導

- 2014年[18]
  - 貴族世家牛排

## 音樂作品
| 年份 | 歌手                      | 曲名 | 備註                 |
| 2016 | 阿諾+李運慶+高山峰+連靜雯 | 飛翔 | 《多桑》電視劇主題曲 |

## 腳注
1. 1 2 3 4 5  Yahoo!奇摩房地產編輯部. . Yahoo!奇摩. 2013年6月27日  [2014年8月30日]. （原始内容存档于2016年5月29日） （中文）.
2. 1 2  影劇中心. . ETtoday影劇新聞. ETtoday東森電視. 2014年5月24日. （原始内容存档于2014-08-31） （中文）.
3. ↑  .   [2015-01-12]. （原始内容存档于2015-09-10）.
4. ↑  蔡曉婷. . 中時電子報. 2019-09-05  [2020-03-12]. （原始内容存档于2019-09-26） （中文（臺灣））.
5. ↑  .   [2022-04-27]. （原始内容存档于2022-05-24）.
6. ↑  2012-06-07 番茄生死鬥超強企劃 （页面存档备份，存于），阿諾第一次主持食尚玩家
7. ↑  就要醬玩 : 改朝換代! 2013台南美食更新版 （页面存档备份，存于），食尚玩家，TVBS，2013/07/18
8. ↑  《就要醬玩》收視創新高 阿龐領阿諾、151建奇功 的存檔，存档日期2013-08-04. - 娛樂新聞 - Yes娛樂，2013-08-02
9. ↑  . 7Headlines. 痞客邦. （原始内容存档于2014-09-03）.
10. ↑  許逸群. . ETtoday新聞雲. 2018-11-01 （中文（臺灣））.
11. ↑  2006廣告：燦坤(電器醫院篇) （页面存档备份，存于）、觀月清酒 （页面存档备份，存于）
12. ↑  2008廣告：亞培葡勝納 (爸你忘了早餐) （页面存档备份，存于）、肯德基_紐奧良雞腿堡 （页面存档备份，存于）、中華電信 htc MSN篇 （页面存档备份，存于）、肯德基_法式鮮烤鮭魚堡 （页面存档备份，存于）、康師傅 果汁
13. ↑  2009廣告：KKBOX - 做朋友篇 （页面存档备份，存于）、中華電信手機電視「停車場篇」 （页面存档备份，存于）、舒跑 Vitamin C100 (隔離篇) （页面存档备份，存于）、《雪碧》周杰倫代言 （页面存档备份，存于）
14. ↑  2010廣告：禮坊訂婚禮盒_另一半 （页面存档备份，存于）、2010 迪士尼 雪亮聖誕 （页面存档备份，存于）、必勝客 (花火篇) （页面存档备份，存于）、金牌台灣啤酒 (評審篇) （页面存档备份，存于）、神腦 NOKIA C6 C5 (等人篇) （页面存档备份，存于）、麥當勞 (勁辣雞腿堡) （页面存档备份，存于）、Nokia X3-02 五月天代言 （页面存档备份，存于）
15. ↑  2011廣告：花旗銀行紅利回饋卡_天天Shopping不必等篇 （页面存档备份，存于）、中國太平廣告 （页面存档备份，存于）、正官庄 韓妍美學(水漾篇) （页面存档备份，存于）
16. ↑  2012廣告：2012 金牌台灣啤酒_蔡依林_快遞篇 （页面存档备份，存于）
17. ↑  2013廣告：可樂果 陽光咖哩 （页面存档备份，存于）、阿諾vs阿弱 跨區服務 （页面存档备份，存于）
18. ↑  2014廣告：貴族世家牛排 （页面存档备份，存于）

## 外部連結
- 阿諾 （页面存档备份，存于）－艾迪昇傳播事業有限公司
- 阿諾的Facebook專頁
- 阿諾的新浪微博
- 阿諾的Instagram帳戶
- 阿諾的新浪博客
- YouTube上的阿諾頻道
- 阿諾在香港影庫上的簡介